# Deschutes River Woods
Deschutes River Woods is een plaats (census-designated place) in de Amerikaanse staat Oregon, en valt bestuurlijk gezien onder Deschutes County.

## Demografie
Bij de volkstelling in 2000 werd het aantal inwoners vastgesteld op 4631.

## Geografie
Volgens het United States Census Bureau beslaat de plaats een oppervlakte van 12,8 km², waarvan 12,6 km² land en 0,2 km² water.

## Plaatsen in de nabije omgeving
De onderstaande figuur toont nabijgelegen plaatsen in een straal van 36 km rond Deschutes River Woods.